# علي ممتاز الدفتري
علي ممتاز الدفتري وهو سياسي عراقي ذو توجه قومي شغل مناصب عدة في العهد الملكي منها مناصب نيابية ووزارية.
ينتسب لآل الدفتري، وهي عائلة معروفة، منها محمود صبحي الدفتري وصبيح ممتاز الدفتري ونعيم ممتاز الدفتري، وكان متزوجا من السيدة نعمت بنت ياسين الهاشمي.
عمل في وزارة المالية في فترة مبكرة من تأسيس المملكة العراقية.
كان ضمن وزارة طه الهاشمي عام 1941، شغل منصب وزير المالية في العام ذاته في وزارة نوري السعيد الثالثة.
ثم شغل منصب وزير الخارجية في وزارة توفيق السويدي الثانية للفترة من 21 أيار 1946 إلى 30 أيار 1946.
ثم كان ضمن تشكيلة وزارة نوري السعيد الرابعة عام 1946، حيث شغل منصب وزير الإشغال والمواصلات ممثلا لحزب الأحرار، لكنه استقال لاحقا.
كان من المعارضين لصالح جبر، وساند مظاهرات عام 1948.
ثم شغل منصب وزير المالية مرة أخرى عام 1948.
وبعد استقالة وزارة محمد فاضل الجمالي عام 1954، عرض عليه نوري السعيد المشاركة في وزارته، لكنه اعتذر، فاعتذر نوري السعيد لاحقا عن تشكيل الحكومة التي كلف مكانه أرشد العمري بتشكيل وزارته الثانية.
وفي عام 1957، شغل منصب وزير الخارجية بالوكالة في وزارة علي جودت الأيوبي الثالثة.

## كتب عنه
- علي ممتاز الدفتري ودوره السياسي في العراق (محطات في تاريخ العراق السياسي في العهد الملكي)، للمؤلف حامد فرج عبد الحسين. نشر عام 2018.[10] وهي رسالة ماجستير قدمت عام 2014 إلى التربية الأساسية في الجامعة المستنصرية.[11]